# フィル・スミス
フィル・スミス（Phil Smith, 1952年4月22日 - 2002年7月30日）はアメリカプロリーグNBAで活躍したアフリカ系アメリカ人の元バスケットボール選手。カリフォルニア州サンフランシスコ出身、サンフランシスコ大学出身。ポジションはシューティングガード、身長193cm、体重84kg。
1974年に入団したゴールデンステート・ウォリアーズにてルーキーイヤーから優勝を経験。9シーズンのNBAキャリアの大半をウォリアーズで過ごした。

## 選手キャリア

### サンフランシスコ大学
ジョージ・ワシントン高校時代にオールアメリカンに選ばれたフィリップ・アーノルド・スミスは、サンフランシスコ大学の夜間クラスに進学。キャンパス内で行われたバスケットボールの練習試合に参加したところ同校バスケチームのコーチ、ボブ・ゲイラードに見出され、2年生のシーズンには平均15.0得点、3年生のシーズンには18.7得点、最後の4年生のシーズンには20.7得点の成績を残し、全てのシーズンでカンファレンスのオールチームに選出され、最終学年ではオールアメリカンにも選ばれた。卒業1年前の1973年にはABAのバージニア・スクワイアーズから指名を受けている。また彼の背番号『20』は同校の永久欠番となった。

### NBAキャリア
1974年のNBAドラフトで2巡目全体29位指名でゴールデンステート・ウォリアーズに入団。ルーキーシーズンは平均7.7得点の成績を残した。ウォリアーズはシーズン前に大黒柱のネイト・サーモンドを放出しており、苦しいシーズンを送るだろうと思われていたが、リック・バリーらの活躍で48勝をあげてカンファレンス首位の成績を収めるとプレーオフも勝ち抜き、NBAファイナルに進出。ファイナルでは60勝をあげたワシントン・ブレッツとの対決となり、ウォリアーズの快進撃もここまでと思われたが、第1戦でルーキーのスミスが20得点をあげる活躍を見せて勝利すると共に、ブレッツに会心の先制パンチを浴びせた。この第1戦の勝利がシリーズの流れに大きな影響を及ぼし、ウォリアーズは周囲の予想を覆す4戦全勝でブレッツを破り、見事に優勝を果たした。優勝に貢献したスミスはNBA1年目からチャンピオンリングを獲得することになった。ファイナルでの活躍の余勢を駆って、スミスは1975-76シーズンに入ると大きな成長を見せる。スミスは前年を大きく上回る平均20.0得点4.4アシストの成績を残すと、オールスターにも出場し、さらにオールNBA2ndチーム、オールディフェンシブ2ndチームにも名を連ねた。スミスの成長に後押しされ、ウォリアーズもフランチャイズ記録となる59勝をあげている。以後もスミスはエースのバリーの相棒としてウォリアーズの中核を占めたが、ウォリアーズは59勝をあげたシーズンを頂点に徐々に衰退を始め、そしてスミス自身も1979-80シーズン開幕前の練習でアキレス腱断裂という大怪我を負い、この怪我がもとでパフォーマンスが低下し始めた。そして1980-81シーズンにはワールド.B.フリーとの交換でサンディエゴ・クリッパーズにトレードされ、6年所属したウォリアーズに別れを告げた。その後シアトル・スーパーソニックスに移籍し、1983年に現役から引退した。
- NBA通算成績
  - 659試合出場
  - 9,924得点（平均15.1得点）
  - 2,561アシスト（平均3.9アシスト）

## 業績・引退後など
主な業績
- NBAオールスターゲーム出場　（1976, 1977）
- オールNBA2ndチーム　（1976）
- オールディフェンシブ2ndチーム　（1976）
- NBAファイナル制覇　（1975）
- 背番号『20』はサンフランシスコ大学の永久欠番

サンフランシスコ大学にはスミスの名前を冠した奨学金が設けられている。またウィリー・ブラウン元カリフォルニア市長は、9月27日を「Phil Smith Day」と制定した。
引退後はサンディエゴで株の仲買人として働いた。晩年は癌を患い、5年の闘病の末に2002年7月30日、50歳で亡くなった。